# Discographie de Uriah Heep
Cet article présente la discographie du groupe de hard rock / rock progressif  anglais, Uriah Heep. Elle se compose de vingt-cinq albums studios, vingt albums live et de multiples compilations. Trente trois chansons ont fait l'objet de singles.

## Présentation

### Les débuts
Formé par le guitariste Mick Box et le chanteur David Byron à Londres dès 1967 sous le nom de Spice, le groupe est signé en 1970 par Gerry Bron sur le label Vertigo. Bron devient le manager du groupe et des sessions d'enregistrements sont réservés dans les Lansdowne Studios (Uriah Heep y enregistrera jusqu'à Return to Fantasy, tous ces albums). Lorsque débute l'enregistrement de l'album, Very 'eavy... Very 'umble, le groupe est encore un quatuor, Box, Byron, Alex Napier (batterie) et Paul Newton (basse), et décide de changer son nom en Uriah Heep. Alors que la moitié des titres sont enregistrés, Ken Hensley (claviers, guitare) (ex - The Gods) rejoint Uriah Heep. L'album sort en Europe en juin 1970 (aux États-Unis, il sortira sur le label Mercury sous le nom de Uriah Heep). La carrière discographique du groupe est alors lancée, mais l'album n'entra pas dans les charts britanniques alors qu'il reçoit un bon accueil en Allemagne (# 22) et en Italie (# 11) et se classe à la 186e place du Billboard 200 américain. Le premier single, une version plus courte de la chanson Gypsy, sortira d'abord aux USA en août 1970 puis en Europe, à l'exception de la Grande-Bretagne, en décembre. Il atteindra la 28e place des charts allemands. En 1971, Gerry Bron crée son propre label, Bronze Records, et signe naturellement Uriah Heep qui sortira deux albums, Salisbury et Look at Yourself. Ce dernier est le premier du groupe à entrer dans les charts britanniques où il atteindra la 39e place. La chanson Look at Yourself est la première du groupe a sortir en single en Grande-Bretagne.

### Le succès
En 1972, après de nombreux changements dans la section rythmique (basse et batterie), le groupe se stabilise avec l'arrivée de Lee Kerslake à la batterie et Gary Thain à la basse et sort en mai son album référence, Demons and Wizards. Il se classa à la 20e place au Royaume-Uni et à la 23e place aux États-Unis où il sera certifié disque d'or en octobre 1972. Le single Easy Livin' atteindra la 39e place du Billboard Hot 100 américain mais se classa aussi au Canada (# 25), en Allemagne (# 15) et aux Pays-Bas (# 5). Les cinq albums suivants y compris l'album enregistré en public, Uriah Heep Live, seront couronnés de succès et récompensés par des disques d'or ou d'argent. Return to Fantasy sera l'album du groupe qui se classa le mieux à ce-jour au Royaume-Uni avec une 7e place.

### Déclin et départ de Ken Hensley
Mai 1976 voit la sortie de l'album High and Mighty qui chute dans les classements et sera le dernier avec David Byron au chant et John Wetton à la basse. Byron sera remplacé par John Lawton (ex - Lucifer's Friend) et Wetton par Trevor Bolder. Sous cette forme le groupe enregistra trois nouveaux albums qui ne rencontrerons le succès qu'en Allemagne et en Norvège et seront absent des classements britanniques. A noter, le succès en Allemagne (# 5) et en Suisse (# 6) du single Lady in Black, une composition qui date de 1971 et figure sur l'album Salisbury et qui ressort en 1977. En 1980 sort l'album Conquest qui sera le dernier avec Ken Hensley, le groupe perd ainsi son principal auteur-compositeur.

### Depuis 1982
En 1982, Mick Box, unique musicien à avoir joué sur tous les albums du groupe, décide de former un nouveau groupe sous un autre nom avec le chanteur Peter Goalby et le claviériste John Sinclair. Lee Kerslake rejoindra aussi le groupe  ramenant le bassiste Bob Daisley (les deux avait fait partie du groupe d'Ozzy Osbourne et figuait sur ses deux premiers albums en solo). Ainsi formé le groupe gardera finalement le nom d'Uriah Heep et enregistra deux albums, Abominog (1982) et Head First (1983). Le son aillant changé, se tournant vers un rock plus commercial, il fera aussi son retour dans les classements musicaux. En 1985 après le retour de Trevor Bolder et la sortie de l'album Equator, Peter Goalby et john Sinclair quittent le groupe, il seront remplacé par Bernie Shaw et Phil Lanzon. Entre 1989 et 1998 quatre nouveaux albums seront enregistré avec la même formation mais n'obtiendront que peu de succès et Kerslake sera forcé de quitter le groupe à la suite d'ennuis de santé.
Après dix années sans nouvel album, Wake the Sleepers sort en 2008 avec Russel Gilbrook à la batterie. Depuis le groupe a sorti quatre nouveaux albums et fait un retour plus probant dans les classements musicaux.

## Différentes formations
| Uriah Heep 1 - Mick Box: guitares, chœurs - David Byron: chant principal - Ken Hensley: claviers, guitare, chœurs - Paul Newton: basse, chœurs - Alex Napier: batterie, percussions - Nigel Olsson: batterie, percussions Uriah Heep 2 - Mick Box: guitares, chœurs - David Byron: chant principal - Ken Hensley: claviers, guitares, chant, chœurs - Paul Newton: basse, chœurs - Keith Baker: batterie, percussions Uriah Heep 3 - Mick Box: guitares, chœurs - David Byron: chant principal - Ken Hensley: claviers, guitares, chant, chœurs - Paul Newton: basse, chœurs - Ian Clarke: batterie, percussions Uriah Heep 4 - Mick Box: guitares, chœurs - David Byron: chant principal - Ken Hensley: claviers, guitares, chant, chœurs - Gary Thain: basse, chœurs - Lee Kerslake: batterie, percussions Uriah Heep 5 - Mick Box: guitares, chœurs - David Byron: chant principal - Ken Hensley: claviers, guitares, chant, chœurs - Lee Kerslake: batterie, percussions - John Wetton: basse, chœurs Uriah Heep 6 - Mick Box: guitares, chœurs - Ken Hensley: claviers, guitares, chœurs - Lee Kerslake: batterie, percussions - Trevor Bolder: basse, chœurs - John Lawton: chant principal | Uriah Heep 7 - Mick Box: guitares, chœurs - Ken Hensley: claviers, guitares, chœurs - Chris Slade: batterie, percussions - Trevor Bolder: basse, chœurs - John Sloaman: chant principal, piano, percussions Uriah Heep 8 - Mick Box: guitares, chœurs - Lee Kerslake: batterie, percussions, chœurs - Bob Daisley: basse, chœurs - Peter Goalby: chant principal - John Sinclair: claviers, chœurs Uriah Heep 9 - Mick Box: guitares, chœurs - Lee Kerslake: batterie, percussions, chœurs - Trevor Bolder: basse, chœurs - Bernie Shaw: chant principal - Phil Lanzon: claviers, chœurs Uriah Heep 10 - Mick Box: guitares, chœurs - Trevor Bolder: basse, chœurs - Bernie Shaw: chant principal - Phil Lanzon: claviers, chœurs - Russell Gilbrook: batterie, percussions Uriah Heep 11 - Mick Box: guitares, chœurs - Bernie Shaw: chant principal - Phil Lanzon: claviers, chœurs - Russell Gilbrook: batterie, percussions - Dave Rimmer: basse, chœurs |

## Albums

### Albums studios
| Titre                                                                          | Détails                                                                                  | Classements des ventes | Classements des ventes | Classements des ventes | Classements des ventes | Classements des ventes | Classements des ventes | Classements des ventes | Classements des ventes | Classements des ventes | Classements des ventes | Classements des ventes | Classements des ventes | Classements des ventes | Classements des ventes | Classements des ventes | Classements des ventes | Classements des ventes | Classements des ventes | Classements des ventes | Certifications  |
| Titre                                                                          | Détails                                                                                  | R-U                    | Rock                   | ALL                    | AUS                    | AUT                    | BEL                    | BEL                    | CAN                    | ECO                    | ESP                    | FIN                    | FRA ,                  | ITA                    | NOR                    | N-Z                    | P-B                    | SUÈ                    | SUI                    | USA                    | Certifications  |
| Titre                                                                          | Détails                                                                                  | R-U                    | Rock                   | ALL                    | AUS                    | AUT                    | (V)                    | (W)                    | CAN                    | ECO                    | ESP                    | FIN                    | FRA ,                  | ITA                    | NOR                    | N-Z                    | P-B                    | SUÈ                    | SUI                    | USA                    | Certifications  |
| ------------------------------------------------------------------------------ | ---------------------------------------------------------------------------------------- | ---------------------- | ---------------------- | ---------------------- | ---------------------- | ---------------------- | ---------------------- | ---------------------- | ---------------------- | ---------------------- | ---------------------- | ---------------------- | ---------------------- | ---------------------- | ---------------------- | ---------------------- | ---------------------- | ---------------------- | ---------------------- | ---------------------- | --------------- |
| Very 'eavy... Very 'umble                                                      | - Sortie : 19 juin 1970 - Label : Bronze Records - Formation: Uriah Heep 1               | —                      | —                      | 22                     | 15                     | —                      | —                      | —                      | 84                     | —                      | —                      | —                      | —                      | 11                     | —                      | —                      | —                      | —                      | —                      | 186                    | —               |
| Salisbury                                                                      | - Sortie : 12 février 1971 - Label : Bronze - Formation: Uriah Heep 2                    | —                      | —                      | 31                     | 19                     | —                      | —                      | —                      | —                      | —                      | —                      | —                      | 285                    | 20                     | —                      | —                      | —                      | —                      | —                      | 103                    | —               |
| Look at Yourself                                                               | - Sortie : 15 octobre 1971 - Label : Bronze - Formation: Uriah Heep 3                    | 39                     | 19                     | 11                     | 16                     | —                      | —                      | —                      | —                      | 96                     | —                      | —                      | —                      | 12                     | 14                     | —                      | —                      | —                      | —                      | 93                     | —               |
| Demons and Wizards                                                             | - Sortie : 19 mai 1972 - Label : Bronze - Formation: Uriah Heep 4                        | 20                     | 13                     | 5                      | 14                     | —                      | —                      | —                      | 22                     | —                      | —                      | —                      | —                      | —                      | 5                      | —                      | —                      | —                      | 89                     | 23                     | : Or            |
| The Magician's Birthday                                                        | - Sortie : 10 novembre 1972 - Label : Bronze - Formation: Uriah Heep 4                   | 28                     | 24                     | 7                      | 6                      | —                      | —                      | —                      | 22                     | —                      | —                      | —                      | —                      | —                      | 5                      | —                      | —                      | —                      | —                      | 31                     | : Or            |
| Sweet Freedom                                                                  | - Sortie : 7 septembre 1973 - Label : Bronze - Formation: Uriah Heep 4                   | 18                     | —                      | 12                     | 19                     | 9                      | —                      | —                      | 5                      | —                      | —                      | —                      | —                      | —                      | 2                      | —                      | —                      | —                      | —                      | 33                     | : Argent · : Or |
| Wonderworld                                                                    | - Sortie : 7 juin 1974 - Label : Bronze - Formation: Uriah Heep 4                        | 23                     | —                      | 7                      | 26                     | 2                      | —                      | —                      | 31                     | —                      | —                      | —                      | —                      | —                      | 3                      | —                      | —                      | —                      | —                      | 38                     | : Argent ·      |
| Return to Fantasy                                                              | - Sortie : 6 juin 1975 - Label : Bronze - Formation: Uriah Heep 5                        | 7                      | —                      | 21                     | 22                     | 3                      | —                      | —                      | 83                     | —                      | —                      | —                      | —                      | —                      | 2                      | 29                     | 10                     | —                      | —                      | 85                     | : Argent ·      |
| High and Mighty                                                                | - Sortie : 21 mai 1976 - Label : Bronze - Formation: Uriah Heep 5                        | 55                     | —                      | 48                     | 66                     | —                      | —                      | —                      | —                      | —                      | —                      | —                      | —                      | —                      | 4                      | —                      | 14                     | 21                     | —                      | 161                    | —               |
| Firefly                                                                        | - Sortie : 18 février 1977 - Label : Bronze - Formation: Uriah Heep 6                    | —                      | —                      | 17                     | —                      | —                      | —                      | —                      | —                      | —                      | —                      | —                      | —                      | —                      | 6                      | —                      | 17                     | 35                     | —                      | 166                    | —               |
| Innocent Victim                                                                | - Sortie : 4 novembre 1977 - Label : Bronze - Formation: Uriah Heep 6                    | —                      | —                      | 15                     | 44                     | —                      | —                      | —                      | —                      | —                      | —                      | —                      | —                      | —                      | 13                     | 19                     | —                      | —                      | —                      | —                      | —               |
| Fallen Angel                                                                   | - Sortie : 6 octobre 1978 - Label : Bronze - Formation: Uriah Heep 6                     | —                      | —                      | 18                     | —                      | —                      | —                      | —                      | —                      | —                      | —                      | —                      | 17                     | —                      | 10                     | —                      | —                      | —                      | —                      | 186                    | —               |
| Conquest                                                                       | - Sortie : 15 février 1980 - Label : Bronze - Formation: Uriah Heep 7                    | 37                     | —                      | 33                     | —                      | —                      | —                      | —                      | —                      | —                      | —                      | —                      | —                      | —                      | 11                     | —                      | —                      | —                      | —                      | —                      | —               |
| Abominog                                                                       | - Sortie : mars 1982 - Label : Bronze - Formation: Uriah Heep 8                          | 34                     | —                      | 52                     | —                      | —                      | —                      | —                      | —                      | —                      | —                      | —                      | —                      | —                      | 30                     | —                      | —                      | —                      | —                      | 56                     | —               |
| Head First                                                                     | - Sortie : mai 1983 - Label : Bronze - Formation: Uriah Heep 8                           | 46                     | —                      | 56                     | —                      | —                      | —                      | —                      | —                      | —                      | —                      | —                      | —                      | —                      | 19                     | —                      | —                      | —                      | —                      | 159                    | —               |
| Equator                                                                        | - Sortie : avril 1985 - Label : Portrait Records - Formation: Uriah Heep 8               | 79                     | —                      | —                      | —                      | —                      | —                      | —                      | —                      | —                      | —                      | —                      | —                      | —                      | —                      | —                      | —                      | —                      | —                      | —                      | —               |
| Raging Silence                                                                 | - Sortie : mai 1989 - Label : Legacy Records - Formation: Uriah Heep 9                   | —                      | —                      | —                      | —                      | —                      | —                      | —                      | —                      | —                      | —                      | —                      | —                      | —                      | —                      | —                      | —                      | —                      | 26                     | —                      | —               |
| Different World                                                                | - Sortie : février 1991 - Label : Legacy / Roadrunner Records - Formation: Uriah Heep 9  | —                      | —                      | —                      | —                      | —                      | —                      | —                      | —                      | —                      | —                      | —                      | —                      | —                      | —                      | —                      | —                      | —                      | —                      | —                      | —               |
| Sea of Light                                                                   | - Sortie : avril 1995 - Label : SPV/Steamhammer - Formation: Uriah Heep 9                | —                      | —                      | 87                     | —                      | —                      | —                      | —                      | —                      | —                      | —                      | —                      | —                      | —                      | —                      | —                      | —                      | —                      | 29                     | —                      | —               |
| Sonic Origami                                                                  | - Sortie : septembre 1998 - Label : Eagles Records - Formation: Uriah Heep 9             | —                      | 19                     | —                      | —                      | —                      | —                      | —                      | —                      | —                      | —                      | —                      | —                      | —                      | —                      | —                      | —                      | —                      | —                      | —                      | —               |
| Wake the Sleeper                                                               | - Sortie : juin 2008 - Label : Sanctuary Records - Formation: Uriah Heep 10              | —                      | 24                     | —                      | —                      | —                      | —                      | —                      | —                      | —                      | —                      | —                      | —                      | —                      | —                      | —                      | —                      | 55                     | 55                     | —                      | —               |
| Into the Wild                                                                  | - Sortie : avril 2011 - Label : Frontiers Music - Formation: Uriah Heep 10               | —                      | 11                     | 32                     | —                      | 58                     | —                      | —                      | —                      | —                      | —                      | 31                     | —                      | —                      | —                      | —                      | —                      | 29                     | 42                     | —                      | —               |
| Outsider                                                                       | - Sortie : juin 2014 - Label : Frontiers Music - Formation: Uriah Heep 11                | —                      | 9                      | 32                     | —                      | 56                     | 150                    | 129                    | —                      | —                      | —                      | 28                     | —                      | —                      | —                      | —                      | 74                     | —                      | 17                     | —                      | —               |
| Living the Dream                                                               | - Sortie : septembre 2018 - Label : Frontiers Music - Formation: Uriah Heep 11           | 57                     | 3                      | 10                     | —                      | 18                     | 91                     | 58                     | —                      | 19                     | —                      | 28                     | —                      | —                      | 28                     | —                      | 109                    | —                      | 5                      | —                      | —               |
| Chaos & Colour                                                                 | - Sortie : 27 janvier 2023 - Label : Silver Lining Music Ltd. - Formation: Uriah Heep 11 | 73                     | 1                      | 4                      | —                      | 10                     | 94                     | 78                     | —                      | 4                      | 98                     | 16                     | 190                    | —                      | 40                     | —                      | —                      | 60                     | 5                      | —                      | —               |
| "—" indique que l'album n'entra pas dans les classements musicaux de ces pays. |                                                                                          |                        |                        |                        |                        |                        |                        |                        |                        |                        |                        |                        |                        |                        |                        |                        |                        |                        |                        |                        |                 |

### Albums live
| Titre                                                                          | Détails                                                                               | Classements des ventes | Classements des ventes | Classements des ventes | Classements des ventes | Classements des ventes | Classements des ventes | Classements des ventes | Classements des ventes | Classements des ventes | Certifications  |
| Titre                                                                          | Détails                                                                               | R-U                    | ALL                    | AUS                    | AUT                    | BEL (W)                | CAN                    | NOR                    | SUI                    | USA                    | Certifications  |
| ------------------------------------------------------------------------------ | ------------------------------------------------------------------------------------- | ---------------------- | ---------------------- | ---------------------- | ---------------------- | ---------------------- | ---------------------- | ---------------------- | ---------------------- | ---------------------- | --------------- |
| Uriah Heep Live                                                                | - Sortie : mai 1973 - Label : Bronze Records - Formation: Uriah Heep 4                | 23                     | 8                      | 18                     | 5                      | —                      | 37                     | 3                      | —                      | 37                     | : Argent · : Or |
| Live In Europe 1979                                                            | - Sortie : 30 juin 1986 - Label : Raw Power - Formation: Uriah Heep 6                 | —                      | —                      | —                      | —                      | —                      | —                      | —                      | —                      | —                      | —               |
| Live at Shepperton '74                                                         | - Sortie : 10 novembre 1986 - Label : Castle Classics - Formation: Uriah Heep 4       | —                      | —                      | —                      | —                      | —                      | —                      | —                      | —                      | —                      | —               |
| Live in Moscow                                                                 | - Sortie : mai 1988 - Label : Legacy Records - Formation: Uriah Heep 9                | —                      | —                      | —                      | —                      | —                      | —                      | —                      | —                      | —                      | —               |
| Spellbinder                                                                    | - Sortie : 1996 - Label : SPV/Steamhammer - Formation: Uriah Heep 9                   | —                      | —                      | —                      | —                      | —                      | —                      | —                      | —                      | —                      | —               |
| Live On The King Biscuit Flower Hour                                           | - Sortie : juin 1997 - Label : KBFH Records - Formation: Uriah Heep 4                 | —                      | —                      | —                      | —                      | —                      | —                      | —                      | —                      | —                      | —               |
| Future Echoes of the Past                                                      | - Sortie : novembre 2000 - Label : Classic Rock Legends - Formation: Uriah Heep 9     | —                      | —                      | —                      | —                      | —                      | —                      | —                      | —                      | —                      | —               |
| Electrically Driven                                                            | - Sortie : mai 2001 - Label : Classic Rock Legends - Formation: Uriah Heep 9          | —                      | —                      | —                      | —                      | —                      | —                      | —                      | —                      | —                      | —               |
| Acoustically Driven                                                            | - Sortie : 12 juin 2001 - Label : Classic Rock Legends - Formation: Uriah Heep 9      | —                      | —                      | —                      | —                      | —                      | —                      | —                      | —                      | —                      | —               |
| The Magician Birthday Party                                                    | - Sortie : avril 2002 - Label : Classic Rock Prod. - Formation: Uriah Heep 9 + Guests | —                      | —                      | —                      | —                      | —                      | —                      | —                      | —                      | —                      | —               |
| Live in Armenia                                                                | - Sortie : septembre 2011 - Label : Frontiers Music - Formation: Uriah Heep 9         | —                      | —                      | —                      | —                      | —                      | —                      | —                      | —                      | —                      | —               |
| Live at Koko                                                                   | - Sortie : février 2015 - Label : Frontiers Music - Formation: Uriah Heep 11          | —                      | 48                     | —                      | —                      | 171                    | —                      | —                      | 86                     | —                      | —               |
| "—" indique que l'album n'entra pas dans les classements musicaux de ces pays. |                                                                                       |                        |                        |                        |                        |                        |                        |                        |                        |                        |                 |

### Principales compilations
| Titre                                                                          | Détails                                                                         | Classements des ventes | Classements des ventes | Classements des ventes | Classements des ventes | Classements des ventes | Classements des ventes | Classements des ventes | Classements des ventes | Classements des ventes |
| Titre                                                                          | Détails                                                                         | R-U                    | Rock                   | ALL                    | ECO                    | FIN                    | NOR                    | SUÈ                    | SUI                    | USA                    |
| ------------------------------------------------------------------------------ | ------------------------------------------------------------------------------- | ---------------------- | ---------------------- | ---------------------- | ---------------------- | ---------------------- | ---------------------- | ---------------------- | ---------------------- | ---------------------- |
| Best of Uriah Heep                                                             | - Sortie : novembre 1975 - Label : Bronze Records                               | —                      | —                      | —                      | —                      | —                      | —                      | —                      | —                      | 145                    |
| The Best of Uriah Heep                                                         | - Sortie : janvier 1978 - Label : Ariola Records - Or                           | —                      | —                      | 21                     | —                      | —                      | 8                      | 47                     | —                      | —                      |
| Anthology                                                                      | - Sortie : 1985 - Label : Raw Power                                             | —                      | —                      | —                      | —                      | —                      | —                      | —                      | —                      | —                      |
| The Best of Uriah Heep 1985                                                    | - Sortie : 1985 - Label : Bronze                                                | —                      | —                      | —                      | —                      | —                      | —                      | —                      | —                      | —                      |
| The Collection                                                                 | - Sortie : 1989 - Label : Legacy Records                                        | —                      | —                      | —                      | —                      | —                      | —                      | —                      | —                      | —                      |
| Still 'eavy Still Proud                                                        | - Sortie : 1990 - Label : Legacy Records                                        | —                      | —                      | —                      | —                      | —                      | —                      | —                      | —                      | —                      |
| The Lansdowne Tapes                                                            | - Sortie : juillet 1993 - Label : Red Steel Music                               | —                      | —                      | —                      | —                      | —                      | —                      | —                      | —                      | —                      |
| The Very Best of Uriah Heep                                                    | - Sortie : mai 1993 - Label : Arcade Records                                    | —                      | —                      | 36                     | —                      | —                      | —                      | —                      | 33                     | —                      |
| The Best of... Part 2                                                          | - Sortie : 1996 - Label : Essential Records                                     | —                      | —                      | —                      | —                      | —                      | —                      | —                      | —                      | —                      |
| Forever                                                                        | - Sortie : décembre 1997 - Label : Essential Records / K-TEL                    | —                      | —                      | —                      | —                      | 25                     | —                      | —                      | —                      | —                      |
| Anthology Vol.1                                                                | - Sortie : février 2000 - Label : Essential Records                             | —                      | —                      | —                      | —                      | —                      | —                      | —                      | —                      | —                      |
| Remasters: The Official Anthology                                              | - Sortie : 12 novembre 2001 - Label : Classic Rock Legends                      | —                      | —                      | —                      | —                      | —                      | —                      | —                      | —                      | —                      |
| The Ultimate Collection                                                        | - Sortie : juillet 2003 - Label : Sanctuary Records                             | —                      | —                      | —                      | —                      | 11                     | 14                     | —                      | —                      | —                      |
| Easy Living - The Singles A'S & B'S                                            | - Sortie : - Label : Sanctuary                                                  | —                      | —                      | —                      | —                      | —                      | —                      | —                      | —                      | —                      |
| Celebration – Forty Years of Rock                                              | - Sortie : 26 octobre 2009 - Label : earMusic                                   | —                      | —                      | 99                     | —                      | —                      | —                      | —                      | —                      | —                      |
| On the Rebound - 40th Anniversay Collection                                    | - Sortie : mai 2010 - Label : Sanctuary                                         | —                      | —                      | —                      | —                      | —                      | —                      | —                      | —                      | —                      |
| Wizards - The Best of                                                          | - Sortie : août 2011 - Label : Sanctuary                                        | —                      | —                      | —                      | 90                     | —                      | —                      | —                      | —                      | —                      |
| Totally Driven                                                                 | - Sortie : 12 novembre 2015 - Label : Cherry Red Records                        | —                      | —                      | —                      | —                      | —                      | —                      | —                      | —                      | —                      |
| Choices                                                                        | - Sortie : 24 septembre 2021 - Label : BMG                                      | —                      | —                      | 99                     | 95                     | —                      | —                      | —                      | 70                     | —                      |
| 50 Years in Rock                                                               | - Sortie : 30 octobre 2020 - Label : BMG Records / Sanctuary - Coffret de 23 CD | —                      | 29                     | 55                     | —                      | —                      | —                      | —                      | —                      | —                      |
| "—" indique que l'album n'entra pas dans les classements musicaux de ces pays. |                                                                                 |                        |                        |                        |                        |                        |                        |                        |                        |                        |

### Archives
Série Official Bootleg, (Concert Live Music)
- Official Bootleg - 19-12-2009, Gusswerk, Salzburg, Autriche
- Official Bootleg - 21-11-2009, KUFA, Krefeld, Allemagne
- Official Bootleg - 21-11-2009, Mülthalle, Bad Rappenau, Allemagne
- Official Bootleg - 01-12-2011, Wulfrun Hall, Wolverhampton, Allemagne

Série Official Bootleg (earMusic)
- Official Bootleg Vol.II - Live in Budapest, Hungary 2010
- Official Bootleg - Live at Sweden Rock Festival 2009
- Official Bootleg Vol.III - Live in Kawasaki, Japan, 2010
- Official Bootleg Vol.IV - Live in Brisbane, Australia, 2011
- Official Bootleg Vol.V - Live in Athens, Greece, 2011
- Official Bootleg Vol.VI - Live at the Rock of Ages Festival, Germany 2008

## Singles
| Titre                                                                          | Détails                                                                                     | Classements des ventes | Classements des ventes | Classements des ventes | Classements des ventes | Classements des ventes | Classements des ventes | Classements des ventes | Classements des ventes | Classements des ventes | Classements des ventes | Classements des ventes | Classements des ventes | Classements des ventes | De l'album                |
| Titre                                                                          | Détails                                                                                     | ALL                    | AUS                    | AUT                    | BEL (V)                | BEL (W)                | CAN                    | FRA                    | ITA                    | NOR                    | N-Z                    | P-B                    | SUI                    | USA Hot 100            | De l'album                |
| ------------------------------------------------------------------------------ | ------------------------------------------------------------------------------------------- | ---------------------- | ---------------------- | ---------------------- | ---------------------- | ---------------------- | ---------------------- | ---------------------- | ---------------------- | ---------------------- | ---------------------- | ---------------------- | ---------------------- | ---------------------- | ------------------------- |
| Gypsy                                                                          | - Sortie : 5 décembre 1970 - Face B : Bird of Prey - Label :Vertigo Records                 | 28                     | —                      | —                      | —                      | —                      | —                      | —                      | 26                     | —                      | —                      | —                      | —                      | —                      | Very 'eavy... Very 'umble |
| Wake Up (Set Your Sights) (Edit)                                               | - Sortie : novembre 1970 - Face B : Come Away Melinda - uniquement - Label :Mercury Records | —                      | —                      | —                      | —                      | —                      | —                      | —                      | —                      | —                      | —                      | —                      | —                      | —                      | Very 'eavy... Very 'umble |
| High Priestress                                                                | - Sortie : janvier 1971 - Face B : Time to Live - Label : Vertigo                           | —                      | —                      | —                      | —                      | —                      | —                      | —                      | —                      | —                      | —                      | —                      | —                      | —                      | Salisbury                 |
| Lady in Black                                                                  | - Sortie : juin 1971 - Face B :Simon the Bullet Freak - Label :Vertigo                      | 33                     | —                      | —                      | —                      | —                      | —                      | —                      | —                      | —                      | —                      | —                      | —                      | —                      | Salisbury                 |
| Look at Yourself                                                               | - Sortie : 17 septembre 1971 - Face B : Simon the Bullet Freak - Label :Bronze Records      | 33                     | —                      | —                      | —                      | —                      | —                      | —                      | —                      | —                      | —                      | —                      | 4                      | —                      | Look at Yourself          |
| I Wanna Be Free                                                                | - Sortie : novembre 1971 - Face B : What should Be Done - Label : Mercury - uniquement      | —                      | —                      | —                      | —                      | —                      | —                      | —                      | —                      | —                      | —                      | —                      | —                      | —                      | Look at Yourself          |
| The Wizard                                                                     | - Sortie : 10 mars 1972 - Face B : Gypsy - Label :Bronze                                    | 34                     | —                      | —                      | —                      | —                      | 86                     | —                      | —                      | —                      | —                      | —                      | 8                      | —                      | Demons and Wizards        |
| Easy Livin'                                                                    | - Sortie : 28 juillet 1972 - Face B : Why - Label : Bronze                                  | 15                     | 75                     | —                      | —                      | 36                     | 25                     | 35                     | —                      | —                      | —                      | 5                      | —                      | 39                     | Demons and Wizards        |
| July Morning (Edit)                                                            | - Sortie : juin 1972 - Face B : Love Machine - Label : Bronze - uniquement                  | —                      | —                      | —                      | —                      | —                      | —                      | —                      | —                      | —                      | —                      | —                      | —                      | —                      | Look at Yourself          |
| Sweet Lorraine                                                                 | - Sortie : décembre 1972 - Face B : Blind Eye - Label : Mercury                             | —                      | —                      | —                      | —                      | —                      | —                      | —                      | —                      | —                      | —                      | —                      | —                      | 91                     | The Magician's Birthday   |
| Spider Woman                                                                   | - Sortie : 5 décembre 1972 - Face B : Sunrise - Label : Bronze                              | 14                     | —                      | —                      | —                      | —                      | —                      | —                      | —                      | —                      | —                      | —                      | —                      | —                      | The Magician's Birthday   |
| Stealin'                                                                       | - Sortie : 17 août 1973 - Face B : Sunshine - Label : Bronze                                | 40                     | —                      | —                      | —                      | —                      | —                      | —                      | —                      | 9                      | —                      | —                      | —                      | 91                     | Sweet Freedom             |
| Seven Stars                                                                    | - Sortie : 28 novembre 1973 - Face B : Sunrise - Label : Bronze - & uniquement              | —                      | —                      | —                      | —                      | —                      | —                      | —                      | —                      | —                      | —                      | —                      | —                      | —                      | Sweet Freedom             |
| Something or Nothing                                                           | - Sortie : 10 mai 1974 - Face B : What Can I Do - Label : Bronze                            | 45                     | —                      | —                      | —                      | —                      | —                      | —                      | —                      | 6                      | —                      | —                      | —                      | —                      | Wonderworld               |
| Prima Donna                                                                    | - Sortie : 13 juin 1975 - Face B : Shout It Out - Label : Bronze                            | —                      | —                      | —                      | —                      | —                      | —                      | —                      | —                      | 3                      | —                      | —                      | —                      | —                      | Return to Fantasy         |
| Return to Fantasy                                                              | - Sortie : juillet 1975 - Face B : Shout It out - Label : Bronze                            | —                      | —                      | —                      | 30                     | —                      | —                      | —                      | —                      | —                      | —                      | —                      | —                      | —                      | Return to Fantasy         |
| One Way or Another                                                             | - Sortie : 25 juin 1976 - Face B : Misty Eyes - Label : Bronze                              | —                      | —                      | —                      | —                      | —                      | —                      | —                      | —                      | —                      | —                      | —                      | —                      | —                      | High and Mighty           |
| Make a Little Love                                                             | - Sortie : 31 octobre 1976 - Face B : Weep in Silence - Label : Bronze - uniquement         | —                      | —                      | —                      | —                      | —                      | —                      | —                      | —                      | —                      | —                      | —                      | —                      | —                      | High and Mighty           |
| Sympathy                                                                       | - Sortie : 28 février 1977 - Face B : Crime of Passion - Label : Bronze                     | 37                     | —                      | —                      | —                      | —                      | —                      | —                      | —                      | —                      | —                      | —                      | —                      | —                      | Firefly                   |
| Wise Man                                                                       | - Sortie : 15 avril 1977 - Face B : Crime of Passion - Label : Bronze                       | —                      | —                      | —                      | —                      | —                      | —                      | —                      | —                      | —                      | —                      | —                      | —                      | —                      | Firefly                   |
| Free Me                                                                        | - Sortie : 21 octobre 1977 - Face B : Masquerade - Label : Bronze                           | 9                      | 18                     | 8                      | —                      | —                      | —                      | —                      | —                      | —                      | 3                      | —                      | 8                      | —                      | Innocent Victim           |
| Lady in Black (reissue 1978)                                                   | - Sortie : septembre 1977 - Face B : Simon the Bullit Freak - Label : Bronze                | 5                      | —                      | —                      | —                      | —                      | —                      | —                      | —                      | —                      | —                      | —                      | 6                      | —                      | Non album single          |
| Love or Nothing                                                                | - Sortie : 30 juin 1978 - Face B : Gimme Love (Struttin') - Label : Bronze                  | 36                     | —                      | —                      | —                      | —                      | —                      | —                      | —                      | —                      | —                      | —                      | —                      | —                      | Fallen Angel              |
| Come Back to Me                                                                | - Sortie : 13 octobre 1978 - Face B : Cheater - Label : Bronze                              | 40                     | —                      | —                      | —                      | —                      | —                      | —                      | —                      | —                      | —                      | —                      | —                      | —                      | Fallen Angel              |
| One More Night                                                                 | - Sortie : 28 janvier 1979 - Face B : Fallen Angel - Label : Bronze                         | —                      | —                      | —                      | —                      | —                      | —                      | —                      | —                      | —                      | —                      | —                      | —                      | —                      | Fallen Angel              |
| "—" indique que l'album n'entra pas dans les classements musicaux de ces pays. |                                                                                             |                        |                        |                        |                        |                        |                        |                        |                        |                        |                        |                        |                        |                        |                           |

| Titre                                                                          | Détails | Classements des ventes | Classements des ventes | De l'album          |
| Titre                                                                          | Détails | UK                     | USA Main,              | De l'album          |
| ------------------------------------------------------------------------------ | --- | ---------------------- | ---------------------- | ------------------- |
| Carry On                                                                       | - Sortie : 25 janvier 1980 - Face B : Been Hurt - Label : Bronze                                                   | —                      | —                      | Conquest            |
| Feelings                                                                       | - Sortie : mars 1980 - Face B : Been Hurt - Label : Bronze                                                         | —                      | —                      | Conquest            |
| Love Stealer                                                                   | - Sortie : 20 juin 1980 - Face B : No Return - Label : Bronze                                                      | —                      | —                      | Non-album Single    |
| Think It Over                                                                  | - Sortie : 16 janvier 1981 - Face B : My Joanna Needs Tuning - Label : Bronze                                      | —                      | —                      | Non-album Single    |
| Abominog Junior                                                                | - Sortie : février 1982 - Ep de 3 titres - Label : Bronze                                                          | —                      | —                      | Abominog            |
| On the Rebound                                                                 | - Sortie : Février 1982 - Face B : Son of a Bitch - Label :Bronze                                                  | —                      | —                      | Abominog            |
| That's the Way That It Is                                                      | - Sortie : mai 1982 - Face B : Hot Persuation - Label : Bronze                                                     | —                      | 25                     | Abominog            |
| Lonely Nights                                                                  | - Sortie : mai 1983 - Face B : Weekend Warriors - Label : Bronze                                                   | 85                     | —                      | Head First          |
| Stay On Top                                                                    | - Sortie : 5 août 1983 - Face B : Playing for Time - Label : Bronze                                                | 76                     | —                      | Head First          |
| Rockorama                                                                      | - Sortie : mars 1985 - Face B : Backstage Girl - Label : Portrait Records                                          | —                      | —                      | Equator             |
| Poor Little Rich Girl                                                          | - Sortie : mai 1985 - Face B : Bad Blood / Gypsy (live) - Label : Portrait                                         | —                      | —                      | Equator             |
| Hold Your Head Up                                                              | - Sortie : avril 1989 - Face B : Miracle Child - Label : Legacy Records                                            | —                      | —                      | Raging Silence      |
| Blood Red Roses                                                                | - Sortie : juillet 1989 - Face B : Rough Justice - Label : Legacy                                                  | —                      | —                      | Raging Silence      |
| Different World                                                                | - Sortie : 1991 - Face B : Which Way Will the Wind Blow / All God's Children - Label : Legacy - uniquement (promo) | —                      | —                      | Different World     |
| Dream On                                                                       | - Sortie : 1995 - Face B :Mr Majestic / The Other side of Midnight - Label : SPV Steamhammer                       | —                      | —                      | Sea of Light        |
| Heartless Land                                                                 | - Sortie : 1998 - Face B : Everything in Life / Sweet Pretender - Label : Eagles Records                           | —                      | —                      | Sonic Origami       |
| Lady in Black (Live)                                                           | - Sortie : 2001 - Face B : Cross That Line / Circus - Label : Classic Rock Legends                                 | —                      | —                      | Acoustically Driven |
| Nail On the Head                                                               | - Sortie : 2011 - Digital single - Label :Frontiers Music                                                          | —                      | —                      | Into the Wild       |
| One Minute Radio Edit                                                          | - Sortie : 9 mai 2014 - Digital single - Label : Frontiers Music                                                   | —                      | —                      | Outsider            |
| Grazed by Heaven                                                               | - Sortie : 2018 - Digital single - Label : Frontiers Music                                                         | —                      | —                      | Living the Dream    |
| Take Away My Soul                                                              | - Sortie : 2018 - Digital single - Label : Frontiers Music                                                         | —                      | —                      | Living the Dream    |
| Save Me Tonight                                                                | - Sortie : 2022 - Digital single - Label : Silver Lining Music                                                     | —                      | —                      | Chaos & Colour      |
| Hurricane                                                                      | - Sortie : 2023 - Digital single - Label : Silver Lining Music                                                     | —                      | —                      | Chaos & Colour      |
| "—" indique que l'album n'entra pas dans les classements musicaux de ces pays. | |                        |                        |                     |

## Vidéos
| Year                                                                 |
| -------------------------------------------------------------------- |
| Easy Livin' - A History Of Uriah Heep - Sortie : 1985 - Format : VHS |
| Raging throught Silence - Sortie : 1989 - Format : VHS               |
| Live Legends - Sortie : 1990 - Format : VHS                          |
| Gypsy - Sortie : 1990 - Format : VHS                                 |
| Live In Moscow (Japon uniquement) - Sortie : 1995 - Format : VHS     |
| The Legend Continues - Sortie : 2000 - Format : VHS/DVD              |
| Acoustically Driven - Sortie : 2001 - Format : VHS/DVD               |
| Sailing The Sea of Light - Sortie : 2001 - Format : VHS/DVD          |
| The Magician's Birthday Party - Sortie : 2002 - Format : DVD         |
| Moscow and Beyond ... - Sortie : 2002 - Format : DVD                 |
| Live in The USA - Sortie : 2003 - Format : DVD                       |
| Magic Night - Sortie : 2004 - Format : DVD                           |
| The Ultimate Anthology - Sortie : 2004 - Format : DVD                |
| Classic Heep Live From The Byron Era - Sortie : 2004 - Format : DVD  |
| Rock Legends - Sortie : 2004 - Format : DVD                          |
| Between Two Worlds - Sortie : 2005 - Format : DVD                    |
| The Live Broadcasts - Sortie : 2006 - Format : DVD                   |